# Sabine Fruteau
Pour l’article homonyme, voir Jean-Claude Fruteau.
Sabine Fruteau est une joueuse d'échecs française née le 27 mars 1972. Championne de France en 1987 et 1989, elle a le titre de maître féminin de la FIDE depuis 1993. 
Au 1er mars 2019, elle est la 39e joueuse française avec un classement Elo de 2 039 points.

## Biographie et carrière
Sabine Fruteau finit septième du championnat de France en 1985, puis quatrième ex æquo en 1986.
Après une troisième place au championnat du monde des moins de 16 ans, Sabine Fruteau remporta son premier titre de championne de France à quinze ans en 1987. Elle gagna son deuxième titre en 1989. Elle finit deuxième du championnat de France d'échecs féminin en 1992 (ex æquo avec la championne de France Claire Gervais), 1993 et 1995.
Elle a représenté la France lors de deux olympiades féminines : en 1988 et 1996, marquant 10 points en 18 parties.